# Léon Wahnawé
Léon Wahnawé (25 gennaio 1993) è un calciatore francese, attaccante del Lössi e della Nazionale neocaledoniana.

## Carriera

### Club
Gioca nel Lössi dal 2016.

### Nazionale
Ha esordito con la Nazionale neocaledoniana il 26 marzo 2016 nell'amichevole contro il Vanuatu.